# Midtstubakken
Midtstubakken est un tremplin de saut à ski du Site National d'Holmenkollen à Oslo en Norvège. Il est plus petit que l'Holmenkollbakken à proximité de ce tremplin.